# Magritte/Beste Kamera
Gewinner und Nominierte des belgischen Filmpreises Magritte in der Kategorie Beste Kamera (Meilleure image) seit der ersten Verleihung im Jahr 2011. Ausgezeichnet werden die besten Kameraleute einheimischer Filmproduktionen des vergangenen Kinojahres.
| Statistik                         | Name               | Anzahl | Jahr                                     |
| --------------------------------- | ------------------ | ------ | ---------------------------------------- |
| Häufigste Auszeichnungen          | Hichame Alaouié    | 3      | 2013, 2014, 2020                         |
| Häufigste Auszeichnungen          | Manuel Dacosse     | 3      | 2015, 2016, 2019                         |
| Häufigste Nominierungen           | Manuel Dacosse     | 7      | 2011, 2015, 2016, 2017, 2019, 2022, 2023 |
| Häufigste Nominierungen ohne Sieg | Frédéric Noirhomme | 3      | 2016, 2022, 2025                         |

Die unten aufgeführten Filme werden mit ihrem deutschen Verleihtitel (sofern vorhanden) angegeben. Danach folgt in Klammern und in kursiver Schrift der Originaltitel. Vorn steht der Name des Kameramanns bzw. der Kamerafrau.

## 2010er Jahre
2011
Christophe Beaucarne – Mr. Nobody
- Manuel Dacosse – Amer – Die dunkle Seite deiner Träume (Amer)
- Alain Marcoen – La Régate

2012
Jean-Paul De Zaeytijd – Kleine Riesen (Les Géants)
- Nicolas Karakatsanis – Bullhead (Rundskop)
- Alain Marcoen – Der Junge mit dem Fahrrad (Le Gamin au vélo)

2013
Hichame Alaouié – L’Hiver dernier
- Danny Elsen – Dead Man Talking
- Rémon Fromont – La Folie Almayer

2014
Hichame Alaouié – Les Chevaux de Dieu
- Christophe Beaucarne – Der Schaum der Tage (L’Écume des jours)
- Virginie Saint-Martin – Tango Libre (Tango libre)

2015
Manuel Dacosse – Der Tod weint rote Tränen (L’Étrange couleur des larmes de ton corps)
- Hichame Alaouié – Tokyo Fiancée
- Philippe Guilbert und Virginie Saint-Martin – Le Goût des myrtilles

2016
Manuel Dacosse – Alleluia – Ein mörderisches Paar (Alleluia)
- Christophe Beaucarne – Das brandneue Testament (Le Tout nouveau testament)
- Frédéric Noirhomme – Préjudice

2017
Olivier Boonjing – Parasol – Mallorca im Schatten (Parasol)
- Manuel Dacosse – Évolution
- Benoît Debie – Die Tänzerin (La Danseuse)
- Jean-Paul De Zaeytijd – Das Ende ist erst der Anfang (Les Premiers les derniers)

2018
Virginie Surdej – Innen Leben (Insyriated)
- Ruben Impens – Raw (Grave)
- Juliette Van Dormael – Mein Engel (Mon ange)

2019
Manuel Dacosse – Leichen unter brennender Sonne (Laissez bronzer les cadavres)
- Frank van den Eeden – Girl
- Jean-François Hensgens – Tueurs

## 2020er Jahre
2020
Hichame Alaouié – Duelles
- Benoît Debie – The Sisters Brothers
- Virginie Surdej – Nuestras madres

2021
nicht vergeben

2022
Ruben Impens – Titane
- Manuel Dacosse – Adoration
- Frédéric Noirhomme – Un monde

2023
Frank van den Eeden – Close
- Olivier Boonjing – Zero Fucks Given – Lebe den Tag, liebe das Leben (Rien à foutre)
- Manuel Dacosse – Eiskalter Engel (Inexorable)

2024
Joachim Philippe – Omen (Augure)
- Florian Berutti – L’Autre Laurens
- Caroline Guimbal – Dalva

2025
Sylvestre Vannoorenberghe – Night Call – Überlebe die Nacht (La nuit se traîne)
- Frédéric Noirhomme – Il pleut dans la maison
- Juliette Van Dormael – Durch die Nacht (Quitter la nuit)